# Херман Кьовес фон Кьовесхаза
Херман Кьовес фон Кьовесхаза (на унгарски: Kövessházi Kövess Hermann báró, на немски: Hermann Kövess von Kövesshaza) е австро-унгарски военен деец, последният главнокомандващ на Австро-Унгарската армия.

## Биография
Роден е на 30 март 1854 година. Той е последният и само на хартия главнокомандващ на Австро-Унгарската армия. В 1914 година Херман е пред пенсиониране, когато избухва Първата световна война и му е даден ръководен пост. Умира на 22 септември 1924 година.